# King Family
KING – europejski zespół pięciorga rodzeństwa rodziny King. Składa się z braci Mikey i Davida oraz trzech sióstr: Angie, Jazzy i Tashy. Do 2009 roku występował pod nazwą King Family.

## Życiorys
Członkowie zespołu są dziećmi małżeństwa niemiecko-brytyjskiego. Najstarsza trójka z rodzeństwa urodziła się w Indiach, dwoje młodszych – na Ukrainie. Wszyscy byli uczeni przez rodziców w domu. Biegle posługują się językami: angielskim, niemieckim, rosyjskim i polskim.
Dwie najmłodsze siostry (Jemima i Michelle) mieszkają z rodzicami w Kolonii.